# Cicisbeo

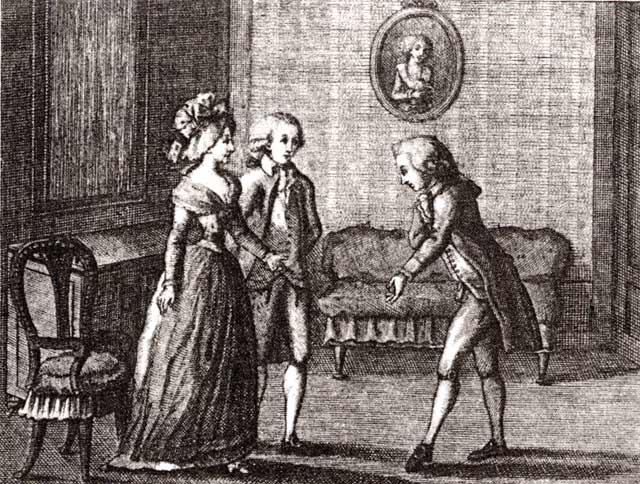
Luigi Ponelato, Il cicisbeo, etsning, 1790. En kvinna med sin make och cicisbeo.

Cicisbeo (plural: cicisbei) eller cavalier servente (franska: chevalier servant) var under 1700- och 1800-talet termen för en man som uppvaktade och var den officiella älskaren eller beundraren av en gift kvinna med hennes makens godkännande, och som utgjorde hennes eskort i sällskapslivet.
Den italienska termen hade motsvarigheter i Spanien, där de kallades cortejo eller estrecho, och i Frankrike, där de kallades petit-maître. Den italienska termen har dock kommit att bli mest känd.

## Historik
Fenomenet hade sitt ursprung i 1700-talets högre samhällsskikt, där äktenskap var arrangerade och makarna inte var romantiskt engagerade i varandra, och det efter hand blev accepterat för dem båda att ha en älskarinna eller en älskare. Ett äkta par levde ofta skilda liv sedan väl en arvinge hade fötts, och deltog i sällskapslivet separat. Under 1700-talet blev det accepterat för kvinnor även i Italien att delta i sällskapslivet utan sin makes närvaro, men eftersom hon inte kunde göra det utan eskort av en man, behövdes en annan man som kunde utgöra eskort.
En cicisbeo förutsattes tillhöra samma klass som en kvinnas make. Han presenterade för hennes make, och mottogs sedan i hushållet på samma informella sätt som en familjemedlem, utan att behöva följa samma etikettsregler som andra besökare. Cicisbeon förutsattes följa vissa regler. Han tilläts synas offentligt med kvinnan och delta i sällskapslivet vid hennes sida, med den allmänna vetskapen att han var hennes älskare, förutsatt att de avstod från alltför tydliga ömhetsbetygelser. Den samtida stereotypa bilden av en cicisbeo var av en ung stilig man som stod bakom den stol hans dam satt på, lutade sig över hennes ryggstöd och viskade lågt i hennes öra. Förbindelsen kunde brytas när som helst.
På samma sätt som den äkte mannen accepterade sin hustrus cicisbeo, förväntades hustrun i gengäld acceptera den äkta mannens älskarinna. I samtida källor beskrivs hur den dåtida societeten ansåg svartsjuka som ett tecken på dålig smak; det korrekta och accepterade uppträdandet var att en äkta make förväntades behandla sin hustrus älskare "broderligt", medan en hustru i gengäld förväntades bete sig vänskapligt mot sin makes älskarinna.
En cicisbeo var dock inte alltid kvinnans faktiska älskare. Det omtalas rentav att vissa cicisbeos var homosexuella. I de fallen betedde de sig dock fortsatt enligt samma regler och fungerade som kvinnas eskort i sällskapslivet.